# Peyia
Peyia (Πέγεια in greco) è un comune di Cipro nel distretto di Paphos di 3.953 abitanti (dati 2011).